# Kursdorf (Eisenberg)
Kursdorf ist ein Ortsteil der Kreisstadt Eisenberg in Thüringen.

## Geografie
Kursdorf liegt etwa zwei Kilometer südöstlich vom Stadtzentrum an der Bundesstraße 7 und im Tal des Malzbachs. Die kurvenreiche und stetig abfallende Bundesstraße 7 führt nach Gera. Der Malzbach vereint sich mit der Rauda und fließt bei Crossen in die Weiße Elster. Das Tal ist beiderseits meist an den steilen Hängen und Anhöhen bewaldet. In Kursdorf zweigt nach Westen der bekannte Mühltalweg ab, der auch Teil des Radfernwegs Thüringer Städtekette ist.

## Geschichte
Am 2. Juni 1268 wurde der Ort erstmals urkundlich erwähnt. Kursdorf gehörte zum wettinischen Kreisamt Eisenberg, welches aufgrund mehrerer Teilungen im Lauf seines Bestehens unter der Hoheit verschiedener Ernestinischer Herzogtümer stand. 1826 kam der Ort mit dem Südteil des Kreisamts Eisenberg und der Stadt Eisenberg vom Herzogtum Sachsen-Gotha-Altenburg zum Herzogtum Sachsen-Altenburg.
Die Eingemeindung der vorher selbständigen Gemeinde Kursdorf nach Eisenberg erfolgte am 8. März 1994.
Etwa 500 Meter südöstlich des Ortes befindet sich an der Bundesstraße ein Steinkreuz. An dieser Stelle soll der Markgraf Eckbert III. vom Kaiser Heinrich IV. erschlagen worden sein. Außerdem liegen im Jagen 88 zwei Grabhügel, die der Jungsteinzeit zugeordnet werden.